# Madrasostes simplex
Madrasostes simplex is een keversoort uit de familie Hybosoridae. De wetenschappelijke naam van de soort is voor het eerst geldig gepubliceerd in 1989 door Paulian.